# Karolinersångare
Karolinersångare (Acrocephalus syrinx) är en fågel i familjen rörsångare inom ordningen tättingar. Den förekommer på några öar i ögruppen Karolinerna i Mikronesien i Stilla havet. Beståndet anses vara livskraftigt.

## Utseende och läte
Karolinersångaren är en medelstor (15 cm) rörsångare med lång näbb. På huvudet syns ett gulaktigt ögonbrynsstreck och ett svartaktigt ögonstreck. Ovansidan är brun, på övergumpen gulare och ljusare, med smala gulaktiga kanter på hand- och armpennorna samt på stjärtpennespetsarna. Undersidan är gulvit med kanelbeige ansstrykning. Ögat är mörkt, benen gråaktiga, övre näbbhalvan svartaktig och undre ljust gråaktig. Sången består av en varierad serie med melodier och drillar, vanligen uppbruten i plötsliga utbrott med mellanliggande pauser.

## Utbredning och systematik
Fågeln är endemisk för ögruppen Karolinerna där den förekommer på öarna Woleai, Lamotrek, Truk, Pohnpei, Nukuoro och Kosrae. Den behandlas som monotypisk, det vill säga att den inte delas in i några underarter. 

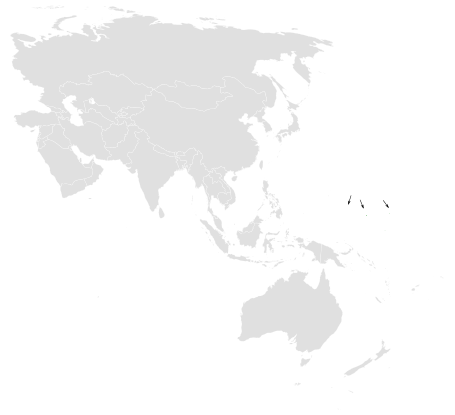
Karolinersångarens utbredningsområde.

Tidigare behandlades den som underart till Acrocephalus luscinius, men har mycket kortare näbb, avvikande levnadssätt och annorlunda läten. Genetiskt är de inte heller nära släkt.

### Familjetillhörighet
Rörsångarna behandlades tidigare som en del av den stora familjen sångare (Sylviidae). Genetiska studier har dock visat att sångarna inte är varandras närmaste släktingar. Istället är de en del av en klad som även omfattar timalior, lärkor, bulbyler, stjärtmesar och svalor. Idag delas därför Sylviidae upp i ett flertal familjer, däribland Acrocephalidae.

## Levnadssätt
Karolinersångaren hittas i täta stånd av högt gräs, men även i trädgårdar inne i städer, i ungskog och i bergsbelägen regnskog. Den födosöker både på marken och kan ses uppe i trädtaket. Bo med ägg har hittats mellan april och oktober, medan bobygge noterats i december. Det tätt vävda sfäriska boet består av gräs, växtstammar och löv, fodrat med tunt gräs. Det placeras huvudsakligen i ett träd, ibland i en buske eller högt gräss, på mellan 1,2 och tolv meters höjd. Däri lägger den två ägg.

## Status och hot
Arten har ett litet utbredningsområde, men populationen verkar ha en stabil utveckling och den tros inte vara utsatt för något substantiellt hot. Utifrån dessa kriterier kategoriserar internationella naturvårdsunionen IUCN arten som livskraftig (LC). Världspopulationen har inte uppskattats men den beskrivs som vanlig i åtminstone delar av utbredningsområdet.